# Campionato mondiale maschile under 19 di pallavolo 2015
Il campionato mondiale maschile under 19 di pallavolo 2015 si è svolto dal 14 al 23 agosto 2015 a Corrientes e Resistencia, in Argentina: al torneo hanno partecipato venti squadre nazionali under 19 e la vittoria finale è andata per la prima volta alla Polonia.

## Qualificazioni
Al torneo hanno partecipato: la nazionale del paese organizzatore, una nazionale africana, qualificata tramite il campionato continentale 2015, quattro nazionali asiatiche e oceaniane, tutte qualificate tramite il campionato continentale 2014, sei nazionali europee, tutte qualificate tramite il campionato continentale 2015, quattro nazionali nordamericane, tre qualificate tramite il campionato continentale 2014 e la migliore nordamericana classificata nel FIVB World Rankings tra quelle non classificate, tre nazionali sudamericane, tutte qualificate tramite il campionato continentale 2014, e tre nazionali meglio classificate nel FIVB World Rankings tra quelle non qualificate.

## Impianti
|                                                                               |                                                                                      |  |
|                                                                               |                                                                                      |  |
| Estadio José Jorge Conte Città: Corrientes Capienza: 5 500 Anno d'apertura: - | Microestadio Raúl Alejo Gronda Città: Resistencia Capienza: 4 000 Anno d'apertura: - |  |

## Regolamento
Le squadre hanno disputato una prima fase a gironi con formula del girone all'italiana; al termine della prima fase:
- Le prime quattro classificate di ogni girone hanno acceduto alla fase finale per il primo posto strutturata in ottavi di finale, quarti di finale, semifinali, finale per il terzo posto e finale.
- Le quattro sconfitte agli ottavi di finale della fase finale per il primo posto hanno acceduto alla fase finale per il quinto posto strutturata in semifinali, finale per il settimo posto e finale per il quinto posto.
- Le otto sconfitte agli ottavi di finale della fase finale per il primo posto hanno acceduto alla fase finale per il nono posto strutturata in quarti di finale, semifinali, finale per l'undicesimo posto e finale per il nono posto.
- Le quattro sconfitte ai quarti di finale della fase finale per il nono posto hanno acceduto alla fase finale per il tredicesimo posto strutturata in semifinali, finale per il quindicesimo posto e finale per il tredicesimo posto.
- L'ultima classificata di ogni girone ha acceduto al girone per il diciassettesimo posto giocato con formula del girone all'italiana.

## Squadre partecipanti
| Squadra       | Qualificazione                                      | Ultima partecipazione |
| ------------- | --------------------------------------------------- | --------------------- |
| Argentina     | Paese organizzatore                                 | Messico 2013          |
| Belgio        | 14ª nel ranking FIVB                                | Messico 2013          |
| Brasile       | 2ª al campionato sudamericano under 19 2014         | Messico 2013          |
| Bulgaria      | 6ª al campionato europeo under 19 2015              | Argentina 2011        |
| Cile          | 9ª nel ranking FIVB                                 | Messico 2013          |
| Cina          | 3ª al campionato asiatico e oceaniano under 18 2014 | Messico 2013          |
| Cuba          | 2ª al campionato nordamericano under 19 2014        | Messico 2013          |
| Egitto        | 1ª al campionato africano under 19 2015             | Messico 2013          |
| Francia       | 12ª nel ranking FIVB                                | Messico 2013          |
| Germania      | 4ª al campionato europeo under 19 2015              | Messico 2007          |
| Giappone      | 2ª al campionato asiatico e oceaniano under 18 2014 | Messico 2013          |
| Iran          | 1ª al campionato asiatico e oceaniano under 18 2014 | Messico 2013          |
| Italia        | 2ª al campionato europeo under 19 2015              | Italia 2009           |
| Messico       | 3ª al campionato nordamericano under 19 2014        | Messico 2013          |
| Polonia       | 1ª al campionato europeo under 19 2015              | Messico 2013          |
| Porto Rico    | 15ª nel ranking FIVB                                | Argentina 2011        |
| Russia        | 5ª al campionato europeo under 19 2015              | Messico 2013          |
| Stati Uniti   | 1ª al campionato nordamericano under 19 2014        | Messico 2013          |
| Taipei cinese | 4ª al campionato asiatico e oceaniano under 18 2014 | Egitto 2001           |
| Turchia       | 3ª al campionato europeo under 19 2015              | Messico 2013          |

## Torneo

### Fase a gironi
I gironi sono stati sorteggiati l'24 giugno 2015 a Resistencia.
| Girone A    | Girone B | Girone C      | Girone D   |
| ----------- | -------- | ------------- | ---------- |
| Argentina   | Cina     | Bulgaria      | Brasile    |
| Belgio      | Cuba     | Cile          | Germania   |
| Francia     | Egitto   | Iran          | Giappone   |
| Stati Uniti | Italia   | Polonia       | Porto Rico |
| Turchia     | Messico  | Taipei cinese | Russia     |

#### Girone A

##### Risultati
| 14 agosto 2015 Microestadio Raúl Alejo Gronda, Resistencia Durata: 2h:02 - Spettatori: 800  | Stati Uniti | 3 - 2 | Turchia     | 25-18, 18-25, 26-24, 22-25, 15-13 |
| 14 agosto 2015 Microestadio Raúl Alejo Gronda, Resistencia Durata: 2h:14 - Spettatori: 3500 | Francia     | 2 - 3 | Argentina   | 25-16, 23-25, 27-25, 27-29, 12-15 |
| 15 agosto 2015 Microestadio Raúl Alejo Gronda, Resistencia Durata: 1h:14 - Spettatori: 900  | Francia     | 0 - 3 | Turchia     | 20-25, 22-25, 12-25               |
| 15 agosto 2015 Microestadio Raúl Alejo Gronda, Resistencia Durata: 2h:07 - Spettatori: 850  | Belgio      | 2 - 3 | Stati Uniti | 20-25, 25-17, 18-25, 25-21 17–19  |
| 16 agosto 2015 Microestadio Raúl Alejo Gronda, Resistencia Durata: 1h:48 - Spettatori: 1500 | Belgio      | 1 - 3 | Francia     | 22-25, 25-21, 22-25, 19-25        |
| 16 agosto 2015 Microestadio Raúl Alejo Gronda, Resistencia Durata: 1h:50 - Spettatori: 4000 | Argentina   | 3 - 1 | Turchia     | 22-25, 25-18, 25-18, 25-17        |
| 17 agosto 2015 Microestadio Raúl Alejo Gronda, Resistencia Durata: 1h:42 - Spettatori: 2500 | Stati Uniti | 3 - 1 | Francia     | 26-24, 25-21, 23-25, 25-16        |
| 17 agosto 2015 Microestadio Raúl Alejo Gronda, Resistencia Durata: 1h:54 - Spettatori: 3300 | Belgio      | 1 - 3 | Argentina   | 23-25, 20-25, 26-24, 19-25        |
| 18 agosto 2015 Microestadio Raúl Alejo Gronda, Resistencia Durata: 1h:45 - Spettatori: 1000 | Belgio      | 1 - 3 | Turchia     | 22-25, 25-21, 23-25, 18-25        |
| 18 agosto 2015 Microestadio Raúl Alejo Gronda, Resistencia Durata: 1h:21 - Spettatori: 2000 | Stati Uniti | 3 - 0 | Argentina   | 25-20, 26-24, 25-23               |

##### Classifica
| Pos | Squadra     | Pt | G | V | P | SV | SP | Ratio | PF  | PS  | Ratio |
| --- | ----------- | -- | - | - | - | -- | -- | ----- | --- | --- | ----- |
| 1   | Stati Uniti | 10 | 4 | 4 | 0 | 12 | 5  | 2.400 | 388 | 363 | 1.068 |
| 2   | Argentina   | 8  | 4 | 3 | 1 | 9  | 7  | 1.285 | 373 | 356 | 1.047 |
| 3   | Turchia     | 7  | 4 | 2 | 2 | 9  | 7  | 1.285 | 354 | 345 | 1.026 |
| 4   | Francia     | 4  | 4 | 1 | 3 | 6  | 10 | 0.600 | 350 | 372 | 0.940 |
| 5   | Belgio      | 1  | 4 | 0 | 4 | 5  | 12 | 0.416 | 369 | 398 | 0.927 |

#### Girone B

##### Risultati
| 14 agosto 2015 Microestadio Raúl Alejo Gronda, Resistencia Durata: 1h:10 - Spettatori: 350 | Cuba    | 0 - 3 | Italia  | 17-25, 17-25, 16-25               |
| 14 agosto 2015 Microestadio Raúl Alejo Gronda, Resistencia Durata: 1h:17 - Spettatori: 420 | Messico | 3 - 0 | Egitto  | 25-22, 25-20, 25-22               |
| 15 agosto 2015 Microestadio Raúl Alejo Gronda, Resistencia Durata: 1h:35 - Spettatori: 300 | Messico | 1 - 3 | Italia  | 17-25, 25-21, 19-25, 18-25        |
| 15 agosto 2015 Microestadio Raúl Alejo Gronda, Resistencia Durata: 1h:31 - Spettatori: 500 | Cina    | 1 - 3 | Cuba    | 15-25, 22-25, 25-18, 22-25        |
| 16 agosto 2015 Microestadio Raúl Alejo Gronda, Resistencia Durata: 1h:10 - Spettatori: 150 | Cina    | 3 - 0 | Messico | 26-24, 25-17, 25-21               |
| 16 agosto 2015 Microestadio Raúl Alejo Gronda, Resistencia Durata: 1h:27 - Spettatori: 300 | Egitto  | 1 - 3 | Italia  | 16-25, 25-20, 12-25, 19-25        |
| 17 agosto 2015 Microestadio Raúl Alejo Gronda, Resistencia Durata: 1h:15 - Spettatori: 150 | Cina    | 3 - 0 | Egitto  | 26-24, 27-25, 25-15               |
| 17 agosto 2015 Microestadio Raúl Alejo Gronda, Resistencia Durata: 1h:40 - Spettatori: 500 | Cuba    | 1 - 3 | Messico | 25-27, 20-25, 26-24, 22-25        |
| 18 agosto 2015 Microestadio Raúl Alejo Gronda, Resistencia Durata: 1h:06 - Spettatori: 250 | Cuba    | 3 - 0 | Egitto  | 25-19, 25-20, 25-13               |
| 18 agosto 2015 Microestadio Raúl Alejo Gronda, Resistencia Durata: 1h:54 - Spettatori: 200 | Cina    | 3 - 2 | Italia  | 26-24, 22-25, 22-25, 25-15, 16-14 |

##### Classifica
| Pos | Squadra | Pt | G | V | P | SV | SP | Ratio | PF  | PS  | Ratio |
| --- | ------- | -- | - | - | - | -- | -- | ----- | --- | --- | ----- |
| 1   | Italia  | 10 | 4 | 3 | 1 | 11 | 5  | 2.200 | 369 | 312 | 1.182 |
| 2   | Cina    | 8  | 4 | 3 | 1 | 10 | 5  | 2.000 | 349 | 322 | 1.083 |
| 3   | Cuba    | 6  | 4 | 2 | 2 | 7  | 7  | 1.000 | 311 | 312 | 0.996 |
| 4   | Messico | 6  | 4 | 2 | 2 | 7  | 7  | 1.000 | 317 | 329 | 0.963 |
| 5   | Egitto  | 0  | 4 | 0 | 4 | 1  | 12 | 0.083 | 252 | 323 | 0.780 |

#### Girone C

##### Risultati
| 14 agosto 2015 Estadio José Jorge Conte, Corrientes Durata: 1h:10 - Spettatori: 350 | Cile          | 3 - 2 | Taipei cinese | 22-25, 25-22, 23-25, 25-19, 16-14 |
| 14 agosto 2015 Estadio José Jorge Conte, Corrientes Durata: 1h:17 - Spettatori: 420 | Polonia       | 3 - 1 | Bulgaria      | 25-18, 23-25, 25-23, 25-22        |
| 15 agosto 2015 Estadio José Jorge Conte, Corrientes Durata: 1h:35 - Spettatori: 300 | Cile          | 0 - 3 | Bulgaria      | 19-25, 15-25, 22-25               |
| 15 agosto 2015 Estadio José Jorge Conte, Corrientes Durata: 1h:31 - Spettatori: 500 | Iran          | 1 - 3 | Polonia       | 25-20, 24-26, 18-25, 15-25        |
| 16 agosto 2015 Estadio José Jorge Conte, Corrientes Durata: 1h:10 - Spettatori: 150 | Taipei cinese | 2 - 3 | Bulgaria      | 25-23, 25-16, 19-25, 26-28, 11-15 |
| 16 agosto 2015 Estadio José Jorge Conte, Corrientes Durata: 1h:27 - Spettatori: 300 | Iran          | 3 - 0 | Cile          | 25-11, 25-14, 25-21               |
| 17 agosto 2015 Estadio José Jorge Conte, Corrientes Durata: 1h:15 - Spettatori: 150 | Polonia       | 3 - 0 | Cile          | 25-14, 25-19, 25-23               |
| 17 agosto 2015 Estadio José Jorge Conte, Corrientes Durata: 1h:40 - Spettatori: 500 | Iran          | 3-0   | Taipei cinese | 25-15, 25-16, 25-16               |
| 18 agosto 2015 Estadio José Jorge Conte, Corrientes Durata: 1h:06 - Spettatori: 250 | Iran          | 3 - 1 | Bulgaria      | 25-20, 25-14, 26-28, 25-14        |
| 18 agosto 2015 Estadio José Jorge Conte, Corrientes Durata: 1h:54 - Spettatori: 200 | Polonia       | 3 - 0 | Taipei cinese | 25-21, 25-20, 25-17               |

##### Classifica
| Pos | Squadra       | Pt | G | V | P | SV | SP | Ratio | PF  | PS  | Ratio |
| --- | ------------- | -- | - | - | - | -- | -- | ----- | --- | --- | ----- |
| 1   | Polonia       | 12 | 4 | 4 | 0 | 12 | 2  | 6.000 | 344 | 284 | 1.211 |
| 2   | Iran          | 9  | 4 | 3 | 1 | 10 | 4  | 2.500 | 333 | 265 | 1.256 |
| 3   | Bulgaria      | 5  | 4 | 2 | 2 | 8  | 8  | 1.000 | 346 | 361 | 0.958 |
| 4   | Cile          | 2  | 4 | 1 | 3 | 3  | 11 | 0.272 | 269 | 330 | 0.815 |
| 5   | Taipei cinese | 2  | 4 | 0 | 4 | 4  | 12 | 0.333 | 316 | 368 | 0.858 |

#### Girone D

##### Risultati
| 14 agosto 2015 Estadio José Jorge Conte, Corrientes Durata: 1h:49 - Spettatori: 2 500 | Giappone   | 3 - 2 | Porto Rico | 25-16, 23-25, 18-25, 25-18, 15-10 |
| 14 agosto 2015 Estadio José Jorge Conte, Corrientes Durata: 2h:11 - Spettatori: 3 500 | Brasile    | 3 - 2 | Germania   | 20-25, 25-20, 20-25, 25-20, 15-9  |
| 15 agosto 2015 Estadio José Jorge Conte, Corrientes Durata: 2h:01 - Spettatori: 4 600 | Giappone   | 2 - 3 | Germania   | 25-23, 24-26, 24-26, 25-18, 9-15  |
| 15 agosto 2015 Estadio José Jorge Conte, Corrientes Durata: 1h:48 - Spettatori: 4 700 | Russia     | 1 - 3 | Brasile    | 25-22, 21-25, 19-25, 23-25        |
| 16 agosto 2015 Estadio José Jorge Conte, Corrientes Durata: 1h:15 - Spettatori: 3 500 | Russia     | 3 - 0 | Giappone   | 25-20, 25-16, 25-17               |
| 16 agosto 2015 Estadio José Jorge Conte, Corrientes Durata: 1h:21 - Spettatori: 4 000 | Porto Rico | 0 - 3 | Germania   | 18-25, 27-29, 17-25               |
| 17 agosto 2015 Estadio José Jorge Conte, Corrientes Durata: 1h:21 - Spettatori: 4 000 | Russia     | 3 - 0 | Porto Rico | 25-15, 25-20, 25-23               |
| 17 agosto 2015 Estadio José Jorge Conte, Corrientes Durata: 1h:17 - Spettatori: 4 000 | Brasile    | 3 - 0 | Giappone   | 25-18, 25-21, 25-17               |
| 18 agosto 2015 Estadio José Jorge Conte, Corrientes Durata: 1h:31 - Spettatori: 4 000 | Russia     | 3 - 0 | Germania   | 25-22, 25-14, 33-31               |
| 18 agosto 2015 Estadio José Jorge Conte, Corrientes Durata: 1h:05 - Spettatori: 3 500 | Brasile    | 3 - 0 | Porto Rico | 25-14, 25-14, 25-15               |

##### Classifica
| Pos | Squadra    | Pt | G | V | P | SV | SP | Ratio | PF  | PS  | Ratio |
| --- | ---------- | -- | - | - | - | -- | -- | ----- | --- | --- | ----- |
| 1   | Brasile    | 11 | 4 | 4 | 0 | 12 | 3  | 4.000 | 352 | 286 | 1.230 |
| 2   | Russia     | 9  | 4 | 3 | 1 | 10 | 3  | 3.333 | 321 | 275 | 1.167 |
| 3   | Germania   | 6  | 4 | 2 | 2 | 8  | 8  | 1.000 | 353 | 357 | 0.988 |
| 4   | Giappone   | 3  | 4 | 1 | 3 | 5  | 11 | 0.454 | 322 | 352 | 0.914 |
| 5   | Porto Rico | 1  | 4 | 0 | 4 | 2  | 12 | 0.166 | 257 | 335 | 0.767 |

### Finali 1º e 3º posto
|  | Ottavi di finale | Ottavi di finale |           |   | Quarti di finale          | Quarti di finale          |  |  | Semifinali | Semifinali |  |  | Finale | Finale |
|  |                  |                  |           |   |                           |                           |  |  |            |            |  |  |        |        |
|  |                  |                  |           |   |                           |                           |  |  |            |            |  |  |        |        |
|  |                  |                  |           |   |                           |                           |  |  |            |            |  |  |        |        |
|  | Italia           | 3                |           |   |                           |                           |  |  |            |            |  |  |        |        |
|  | Italia           | 3                |           |   |                           |                           |  |  |            |            |  |  |        |        |
|  | Francia          | 2                |           |   |                           |                           |  |  |            |            |  |  |        |        |
|  | Francia          | 2                | Italia    | 2 |                           |                           |  |  |            |            |  |  |        |        |
|  |                  |                  | Italia    | 2 |                           |                           |  |  |            |            |  |  |        |        |
|  |                  | Iran             | 3         |   |                           |                           |  |  |            |            |  |  |        |        |
|  | Iran             | Iran             | 3         | 3 |                           |                           |  |  |            |            |  |  |        |        |
|  | Iran             |                  |           | 3 |                           |                           |  |  |            |            |  |  |        |        |
|  | Germania         | 0                |           |   |                           |                           |  |  |            |            |  |  |        |        |
|  | Germania         | 0                | Iran      | 1 |                           |                           |  |  |            |            |  |  |        |        |
|  |                  |                  | Iran      | 1 |                           |                           |  |  |            |            |  |  |        |        |
|  |                  | Polonia          | 3         |   |                           |                           |  |  |            |            |  |  |        |        |
|  | Cina             | Polonia          | 3         | 3 |                           |                           |  |  |            |            |  |  |        |        |
|  | Cina             |                  |           | 3 |                           |                           |  |  |            |            |  |  |        |        |
|  | Turchia          | 0                |           |   |                           |                           |  |  |            |            |  |  |        |        |
|  | Turchia          | 0                | Cina      | 0 |                           |                           |  |  |            |            |  |  |        |        |
|  |                  |                  | Cina      | 0 |                           |                           |  |  |            |            |  |  |        |        |
|  |                  | Polonia          | 3         |   |                           |                           |  |  |            |            |  |  |        |        |
|  | Polonia          | Polonia          | 3         | 3 |                           |                           |  |  |            |            |  |  |        |        |
|  | Polonia          |                  |           | 3 |                           |                           |  |  |            |            |  |  |        |        |
|  | Giappone         | 1                |           |   |                           |                           |  |  |            |            |  |  |        |        |
|  | Giappone         | 1                | Polonia   | 3 |                           |                           |  |  |            |            |  |  |        |        |
|  |                  |                  | Polonia   | 3 |                           |                           |  |  |            |            |  |  |        |        |
|  |                  | Argentina        | 2         |   |                           |                           |  |  |            |            |  |  |        |        |
|  | Brasile          | Argentina        | 2         | 3 |                           |                           |  |  |            |            |  |  |        |        |
|  | Brasile          |                  |           | 3 |                           |                           |  |  |            |            |  |  |        |        |
|  | Cile             | 0                |           |   |                           |                           |  |  |            |            |  |  |        |        |
|  | Cile             | 0                | Brasile   | 1 |                           |                           |  |  |            |            |  |  |        |        |
|  |                  |                  | Brasile   | 1 |                           |                           |  |  |            |            |  |  |        |        |
|  |                  | Argentina        | 3         |   |                           |                           |  |  |            |            |  |  |        |        |
|  | Argentina        | Argentina        | 3         | 3 |                           |                           |  |  |            |            |  |  |        |        |
|  | Argentina        |                  |           | 3 |                           |                           |  |  |            |            |  |  |        |        |
|  | Cuba             | 0                |           |   |                           |                           |  |  |            |            |  |  |        |        |
|  | Cuba             | 0                | Argentina | 3 |                           |                           |  |  |            |            |  |  |        |        |
|  |                  |                  | Argentina | 3 |                           |                           |  |  |            |            |  |  |        |        |
|  |                  | Russia           | 2         |   | Finale per il terzo posto | Finale per il terzo posto |  |  |            |            |  |  |        |        |
|  | Russia           | Russia           | 2         | 3 | Finale per il terzo posto | Finale per il terzo posto |  |  |            |            |  |  |        |        |
|  | Russia           |                  |           | 3 |                           |                           |  |  |            |            |  |  |        |        |
|  | Bulgaria         | 1                |           |   |                           |                           |  |  |            |            |  |  |        |        |
|  | Bulgaria         | 1                | Russia    | 3 | Iran                      | 3                         |  |  |            |            |  |  |        |        |
|  |                  |                  | Russia    | 3 | Iran                      | 3                         |  |  |            |            |  |  |        |        |
|  |                  | Stati Uniti      | 0         |   | Russia                    | 1                         |  |  |            |            |  |  |        |        |
|  | Stati Uniti      | Stati Uniti      | 0         | 3 | Russia                    | 1                         |  |  |            |            |  |  |        |        |
|  | Stati Uniti      |                  |           | 3 |                           |                           |  |  |            |            |  |  |        |        |
|  | Messico          | 0                |           |   |                           |                           |  |  |            |            |  |  |        |        |
|  | Messico          | 0                |           |   |                           |                           |  |  |            |            |  |  |        |        |

#### Ottavi di finale
| 19 agosto 2015 Microestadio Raúl Alejo Gronda, Resistencia Durata: 2h:00 - Spettatori: 500   | Italia      | 3 - 2 | Francia  | 25-15, 19-25, 21-25, 25-21, 15-11 |
| 19 agosto 2015 Estadio José Jorge Conte, Corrientes Durata: 1h:12 - Spettatori: 400          | Iran        | 3 - 0 | Germania | 25-14, 25-18, 25-22               |
| 19 agosto 2015 Estadio José Jorge Conte, Corrientes Durata: 1h:23 - Spettatori: 350          | Polonia     | 3 - 1 | Giappone | 20-25, 25-15, 25-11, 25-13        |
| 19 agosto 2015 Microestadio Raúl Alejo Gronda, Resistencia Durata: 1h:12 - Spettatori: 80    | Cina        | 3 - 0 | Turchia  | 25-19, 25-22, 25-20               |
| 19 agosto 2015 Microestadio Raúl Alejo Gronda, Resistencia Durata: 1h:03 - Spettatori: 250   | Stati Uniti | 3 - 0 | Messico  | 25-18, 25-16, 25-22               |
| 19 agosto 2015 Estadio José Jorge Conte, Corrientes Durata: 1h:13 - Spettatori: 700          | Brasile     | 3 - 0 | Cile     | 25-16, 25-16, 25-17               |
| 19 agosto 2015 Estadio José Jorge Conte, Corrientes Durata: 1h:39 - Spettatori: 1 800        | Russia      | 3 - 1 | Bulgaria | 25-20, 25-19, 23-25, 25-17        |
| 19 agosto 2015 Microestadio Raúl Alejo Gronda, Resistencia Durata: 1h:21 - Spettatori: 1 200 | Argentina   | 3 - 0 | Cuba     | 26-24, 25-20, 25-19               |

#### Quarti di finale
| 21 agosto 2015 Microestadio Raúl Alejo Gronda, Resistencia Durata: 1h:12 - Spettatori: 700   | Russia  | 3 - 0 | Stati Uniti | 25-22, 25-20, 25-23               |
| 21 agosto 2015 Microestadio Raúl Alejo Gronda, Resistencia Durata: 2h:01 - Spettatori: 1 200 | Italia  | 2 - 3 | Iran        | 25-17, 25-22, 20-25, 20-25, 11-15 |
| 21 agosto 2015 Microestadio Raúl Alejo Gronda, Resistencia Durata: 1h:11 - Spettatori: 3 000 | Cina    | 0 - 3 | Polonia     | 19-25, 17-25, 22-25               |
| 21 agosto 2015 Microestadio Raúl Alejo Gronda, Resistencia Durata: 2h:00 - Spettatori: 3 900 | Brasile | 1 - 3 | Argentina   | 24-26, 25-21, 22-25, 20-25        |

#### Semifinali
| 22 agosto 2015 Microestadio Raúl Alejo Gronda, Resistencia Durata: 1h:46 - Spettatori: 500   | Iran      | 1 - 3 | Polonia | 25-18, 21-25, 20-25, 22-25       |
| 22 agosto 2015 Microestadio Raúl Alejo Gronda, Resistencia Durata: 2h:13 - Spettatori: 2 500 | Argentina | 3 - 2 | Russia  | 25-22, 20-25, 23-25, 25-21 15–11 |

#### Finale 3º posto
| 23 agosto 2015 Microestadio Raúl Alejo Gronda, Resistencia Durata: 1h:37 - Spettatori: 2 500 | Iran | 3 - 1 | Russia | 25-17, 26-28, 25-16, 25-23 |

#### Finale
| 23 agosto 2015 Microestadio Raúl Alejo Gronda, Resistencia Durata: 2h:12 - Spettatori: 2 500 | Polonia | 3 - 2 | Argentina | 22-25, 25-23, 28-30, 25-18, 15-7 |

### Finali 5º e 7º posto
|  | Semifinali  | Semifinali  | Semifinali |         |        | Finale 5º/6º posto | Finale 5º/6º posto | Finale 5º/6º posto |  |
|  |             |             |            |         |        |                    |                    |                    |  |
|  | Italia      | Italia      | 3          |         |        |                    |                    |                    |  |
|  | Italia      | Italia      | 3          |         |        |                    |                    |                    |  |
|  | Cina        | Cina        | 0          |         |        |                    |                    |                    |  |
|  | Cina        | Cina        | 0          |         | Italia | Italia             | 3                  |                    |  |
|  |             |             |            |         | Italia | Italia             | 3                  |                    |  |
|  |             |             | Brasile    | Brasile | 0      |                    |                    |                    |  |
|  | Brasile     | Brasile     | Brasile    | Brasile | 0      | 3                  |                    |                    |  |
|  | Brasile     | Brasile     |            |         |        | 3                  |                    |                    |  |
|  | Stati Uniti | Stati Uniti | 2          |         |        | Finale 7º/8º posto | Finale 7º/8º posto | Finale 7º/8º posto |  |
|  | Stati Uniti | Stati Uniti | 2          |         |        |                    |                    |                    |  |
|  |             |             |            |         |        |                    |                    |                    |  |
|  |             |             |            |         |        | Cina               | Cina               | 0                  |  |
|  |             |             |            |         |        | Cina               | Cina               | 0                  |  |
|  |             |             |            |         |        | Stati Uniti        | Stati Uniti        | 3                  |  |

#### Semifinali
| 22 agosto 2015 Microestadio Raúl Alejo Gronda, Resistencia Durata: 1h:08 - Spettatori: 200   | Italia  | 3 - 0 | Cina        | 25-16, 25-17, 26-24               |
| 22 agosto 2015 Microestadio Raúl Alejo Gronda, Resistencia Durata: 2h:02 - Spettatori: 2 500 | Brasile | 3 - 2 | Stati Uniti | 25-21, 22-25, 25-22, 15-25, 15-10 |

#### Finale 7º posto
| 23 agosto 2015 Microestadio Raúl Alejo Gronda, Resistencia Durata: 1h:07 - Spettatori: 100 | Cina | 0 - 3 | Stati Uniti | 21-25, 23-25, 15-25 |

#### Finale 5º posto
| 23 agosto 2015 Microestadio Raúl Alejo Gronda, Resistencia Durata: 1h:18 - Spettatori: 500 | Italia | 3 - 0 | Brasile | 25-20, 25-22, 25-21 |

### Finali 9º e 11º posto
|  | Quarti di finale | Quarti di finale |         |          | Semifinali           | Semifinali           |  |  | Finale 9º/10º posto | Finale 9º/10º posto |
|  |                  |                  |         |          |                      |                      |  |  |                     |                     |
|  |                  |                  |         |          |                      |                      |  |  |                     |                     |
|  |                  |                  |         |          |                      |                      |  |  |                     |                     |
|  | Francia          | 3                |         |          |                      |                      |  |  |                     |                     |
|  | Francia          | 3                |         |          |                      |                      |  |  |                     |                     |
|  | Germania         | 2                |         |          |                      |                      |  |  |                     |                     |
|  | Germania         | 2                | Francia | 2        |                      |                      |  |  |                     |                     |
|  |                  |                  | Francia | 2        |                      |                      |  |  |                     |                     |
|  |                  | Turchia          | 3       |          |                      |                      |  |  |                     |                     |
|  | Turchia          | Turchia          | 3       | 3        |                      |                      |  |  |                     |                     |
|  | Turchia          |                  |         | 3        |                      |                      |  |  |                     |                     |
|  | Giappone         | 1                |         |          |                      |                      |  |  |                     |                     |
|  | Giappone         | 1                | Turchia | 3        |                      |                      |  |  |                     |                     |
|  |                  |                  | Turchia | 3        |                      |                      |  |  |                     |                     |
|  |                  | Cuba             | 0       |          |                      |                      |  |  |                     |                     |
|  | Cile             | Cuba             | 0       | 0        |                      |                      |  |  |                     |                     |
|  | Cile             |                  |         | 0        |                      |                      |  |  |                     |                     |
|  | Cuba             | 3                |         |          |                      |                      |  |  |                     |                     |
|  | Cuba             | 3                | Cuba    | 3        | Finale 11º/12º posto | Finale 11º/12º posto |  |  |                     |                     |
|  |                  |                  | Cuba    | 3        | Finale 11º/12º posto | Finale 11º/12º posto |  |  |                     |                     |
|  |                  | Bulgaria         | 2       |          |                      |                      |  |  |                     |                     |
|  | Bulgaria         | Bulgaria         | 2       | 3        | Francia              | 3                    |  |  |                     |                     |
|  | Bulgaria         |                  |         | 3        | Francia              | 3                    |  |  |                     |                     |
|  | Messico          | 0                |         | Bulgaria | 2                    |                      |  |  |                     |                     |
|  | Messico          | 0                |         |          | 2                    |                      |  |  |                     |                     |
|  |                  |                  |         |          |                      |                      |  |  |                     |                     |
|  |                  |                  |         |          |                      |                      |  |  |                     |                     |

#### Quarti di finale
| 21 agosto 2015 Estadio José Jorge Conte, Corrientes Durata: 1h:05 - Spettatori: 400   | Bulgaria | 3 - 0 | Messico  | 25-19, 25-18, 25-23               |
| 21 agosto 2015 Estadio José Jorge Conte, Corrientes Durata: 1h:10 - Spettatori: 600   | Cile     | 0 - 3 | Cuba     | 17-25, 14-25, 23-25               |
| 21 agosto 2015 Estadio José Jorge Conte, Corrientes Durata: 1h:40 - Spettatori: 3 500 | Turchia  | 3 - 1 | Giappone | 25-21, 25-22, 16-25, 25-19        |
| 21 agosto 2015 Estadio José Jorge Conte, Corrientes Durata: 1h:50 - Spettatori: 3 500 | Francia  | 3 - 2 | Giappone | 22-25, 25-23, 15-25, 25-22, 15-13 |

#### Semifinali
| 22 agosto 2015 Estadio José Jorge Conte, Corrientes Durata: 1h:52 - Spettatori: 1 500 | Cuba    | 3 - 2 | Bulgaria | 16-25, 21-25, 25-20, 28-26, 15-12 |
| 22 agosto 2015 Estadio José Jorge Conte, Corrientes Durata: 2h:03 - Spettatori: 1 200 | Francia | 2 - 3 | Turchia  | 16-25, 25-21, 25-21, 22-25, 12-15 |

#### Finale 11º posto
| 23 agosto 2015 Estadio José Jorge Conte, Corrientes Durata: 1h:54 - Spettatori: 250 | Francia | 3 - 2 | Bulgaria | 29-27, 23-25, 25-20, 20-25, 15-11 |

#### Finale 9º posto
| 23 agosto 2015 Estadio José Jorge Conte, Corrientes Durata: 1h:25 - Spettatori: 150 | Turchia | 3 - 0 | Cuba | 25-11, 35-33, 26-24 |

### Finali 13º e 15º posto
|  | Semifinali | Semifinali | Semifinali |         |          | Finale 13º/14º posto | Finale 13º/14º posto | Finale 13º/14º posto |  |
|  |            |            |            |         |          |                      |                      |                      |  |
|  | Germania   | Germania   | 3          |         |          |                      |                      |                      |  |
|  | Germania   | Germania   | 3          |         |          |                      |                      |                      |  |
|  | Giappone   | Giappone   | 0          |         |          |                      |                      |                      |  |
|  | Giappone   | Giappone   | 0          |         | Germania | Germania             | 3                    |                      |  |
|  |            |            |            |         | Germania | Germania             | 3                    |                      |  |
|  |            |            | Messico    | Messico | 1        |                      |                      |                      |  |
|  | Cile       | Cile       | Messico    | Messico | 1        | 2                    |                      |                      |  |
|  | Cile       | Cile       |            |         |          | 2                    |                      |                      |  |
|  | Messico    | Messico    | 3          |         |          | Finale 15º/16º posto | Finale 15º/16º posto | Finale 15º/16º posto |  |
|  | Messico    | Messico    | 3          |         |          |                      |                      |                      |  |
|  |            |            |            |         |          |                      |                      |                      |  |
|  |            |            |            |         |          | Giappone             | Giappone             | 3                    |  |
|  |            |            |            |         |          | Giappone             | Giappone             | 3                    |  |
|  |            |            |            |         |          | Cile                 | Cile                 | 0                    |  |

#### Semifinali
| 22 agosto 2015 Estadio José Jorge Conte, Corrientes Durata: 1h:50 - Spettatori: 300   | Cile     | 2 - 3 | Messico  | 25-23, 25-16, 23-25, 14-25, 12-15 |
| 22 agosto 2015 Estadio José Jorge Conte, Corrientes Durata: 1h:23 - Spettatori: 2 500 | Germania | 3 - 0 | Giappone | 25-16, 25-21, 28-26               |

#### Finale 15º posto
| 23 agosto 2015 Estadio José Jorge Conte, Corrientes Durata: 1h:20 - Spettatori: 150 | Giappone | 3 - 0 | Cile | 25-22, 25-23, 25-19 |

#### Finale 13º posto
| 23 agosto 2015 Estadio José Jorge Conte, Corrientes Durata: 1h:36 - Spettatori: 150 | Germania | 3 - 1 | Messico | 26-28, 25-18, 25-15, 25-20 |

### Girone 17º posto

#### Risultati
| 19 agosto 2015 Estadio José Jorge Conte, Corrientes Durata: 2h:10 - Spettatori: 250        | Taipei cinese | 3 - 2 | Porto Rico    | 24-26, 32-34, 25-20, 25-17, 16-14 |
| 19 agosto 2015 Microestadio Raúl Alejo Gronda, Resistencia Durata: 1h:19 - Spettatori: 200 | Belgio        | 3 - 0 | Egitto        | 28-26, 25-21, 25-19               |
| 21 agosto 2015 Estadio José Jorge Conte, Corrientes Durata: 1h:14 - Spettatori: 350        | Egitto        | 0 - 3 | Porto Rico    | 22-25, 21-25, 15-25               |
| 21 agosto 2015 Microestadio Raúl Alejo Gronda, Resistencia Durata: 1h:03 - Spettatori: 500 | Belgio        | 3 - 0 | Taipei cinese | 25-11, 25-9, 25-22                |
| 22 agosto 2015 Estadio José Jorge Conte, Corrientes Durata: 1h:51 - Spettatori: 250        | Porto Rico    | 2 - 3 | Belgio        | 25-21, 20-25, 25-20, 17-25, 7-15  |
| 22 agosto 2015 Microestadio Raúl Alejo Gronda, Resistencia Durata: 1h:33 - Spettatori: 100 | Taipei cinese | 3 - 1 | Egitto        | 19-25, 25-17, 26-24, 25-23        |

#### Classifica
| Pos | Squadra       | Pt | G | V | P | SV | SP | Ratio | PF  | PS  | Ratio |
| --- | ------------- | -- | - | - | - | -- | -- | ----- | --- | --- | ----- |
| 1   | Belgio        | 8  | 3 | 3 | 0 | 9  | 2  | 4.500 | 259 | 202 | 1.282 |
| 2   | Taipei cinese | 5  | 3 | 2 | 1 | 6  | 6  | 1.000 | 259 | 275 | 0.941 |
| 3   | Porto Rico    | 5  | 3 | 1 | 2 | 7  | 6  | 1.166 | 280 | 286 | 0.979 |
| 4   | Egitto        | 0  | 3 | 3 | 0 | 1  | 9  | 0.111 | 213 | 248 | 0.858 |

## Classifica finale
| Pos | Squadra       | Rosa |
| --- | ------------- | --- |
|     | Polonia       | Formazione: 1 Niemiec, 2 Kwolek, 3 Kochanowski, 4 Kozub, 7 Szymański, 8 Gruszczyński, 9 Ziobrowski, 10 Domagała, 11 Droszyński, 12 Woch, 13 Masłowski, 18 Fornal, CT: Pawlik                                  |
|     | Argentina     | Formazione: 3 Martínez, 4 Soria, 5 Michelon, 6 Gazzaniga, 7 Giraudo, 9 Benavidez, 10 Arreche, 11 Bucciarelli, 12 Balagué, 13 Loser, 14 Graffigna, 15 Roberts, CT: Testa                                       |
|     | Iran          | Formazione: 1 Aghchehli, 3 Mosaferdashliboroun, 6 Mojarad, 7 Mousavigargari, 8 Khameneh, 9 Einisamarein, 12 Esfandiar, 13 Ramezani, 14 Karimisouchelmaei, 16 Yousefpoornesfeji, 17 Rasooli, 20 Yali, CT: Reza |
| 4   | Russia        | |
| 5   | Italia        | |
| 6   | Brasile       | |
| 7   | Stati Uniti   | |
| 8   | Cina          | |
| 9   | Turchia       | |
| 10  | Cuba          | |
| 11  | Francia       | |
| 12  | Bulgaria      | |
| 13  | Germania      | |
| 14  | Messico       | |
| 15  | Giappone      | |
| 16  | Cile          | |
| 17  | Belgio        | |
| 18  | Taipei cinese | |
| 19  | Porto Rico    | |
| 20  | Egitto        | |

## Premi individuali
| Premio                | Nome              | Squadra     |
| --------------------- | ----------------- | ----------- |
| MVP                   | Bartosz Kwolek    | Polonia     |
| Miglior palleggiatore | Kamil Droszyński  | Polonia     |
| Miglior opposto       | Dmitrij Jakovlev  | Russia      |
| Miglior schiacciatore | Kaio Ribeiro      | Brasile     |
| Miglior schiacciatore | Jan Martínez      | Argentina   |
| Miglior centrale      | Scott Stadick     | Stati Uniti |
| Miglior centrale      | Aliasghar Mojarad | Iran        |
| Miglior libero        | Alexandre Elias   | Brasile     |